# Tidarren
Genre
Tidarren est un genre d'araignées aranéomorphes de la famille des Theridiidae.

## Distribution
Les espèces de ce genre se rencontrent en Afrique, en Amérique et au Yémen.

## Liste des espèces
Selon World Spider Catalog (version 23.0, 23/02/2022) :
- Tidarren aethiops Knoflach & van Harten, 2006
- Tidarren afrum Knoflach & van Harten, 2006
- Tidarren apartiolum Knoflach & van Harten, 2006
- Tidarren argo Knoflach & van Harten, 2001
- Tidarren circe Knoflach & van Harten, 2006
- Tidarren cuneolatum (Tullgren, 1910)
- Tidarren dasyglossa Knoflach & van Harten, 2006
- Tidarren dentigerum Knoflach & van Harten, 2006
- Tidarren ephemerum Knoflach & van Harten, 2006
- Tidarren gracile Knoflach & van Harten, 2006
- Tidarren griswoldi Knoflach & van Harten, 2006
- Tidarren haemorrhoidale (Bertkau, 1880)
- Tidarren horaki Knoflach & van Harten, 2006
- Tidarren konrad Knoflach & van Harten, 2006
- Tidarren lanceolatum Knoflach & van Harten, 2006
- Tidarren levii Schmidt, 1957
- Tidarren mixtum (O. Pickard-Cambridge, 1896)
- Tidarren obtusum Knoflach & van Harten, 2006
- Tidarren perplexum Knoflach & van Harten, 2006
- Tidarren scenicum (Thorell, 1899)
- Tidarren sheba Knoflach & van Harten, 2006
- Tidarren sisyphoides (Walckenaer, 1841)
- Tidarren ubickorum Knoflach & van Harten, 2006
- Tidarren usambara Knoflach & van Harten, 2006

## Systématique et taxinomie
Ce genre a été décrit par Chamberlin et Ivie en 1934 dans les Theridiidae.

## Publication originale
- Chamberlin & Ivie, 1934 : « A new genus of theridiid spiders in which the male develops only one palpus. » Bulletin of the University of Utah, vol. 24, no 4, p. 1-18.